# Svoboda (okres Berehovo)
Svoboda (ukrajinsky Свобода, maďarsky Nagybakos) je obec v Baťovské vesnické komunitě v okrese Berehovo, v Zakarpatské oblasti Ukrajiny. Nedaleko obce prochází hranice mezi Ukrajinou a Maďarskem. V obci sídlí zastupitelstvo obce Svoboda, která má tyto místní části: Badiv, Bakoš, Danylivka a Svoboda.

## Místní části
- Nove Vuzlove (Nové Baťovo)
- Sihet

## Historie

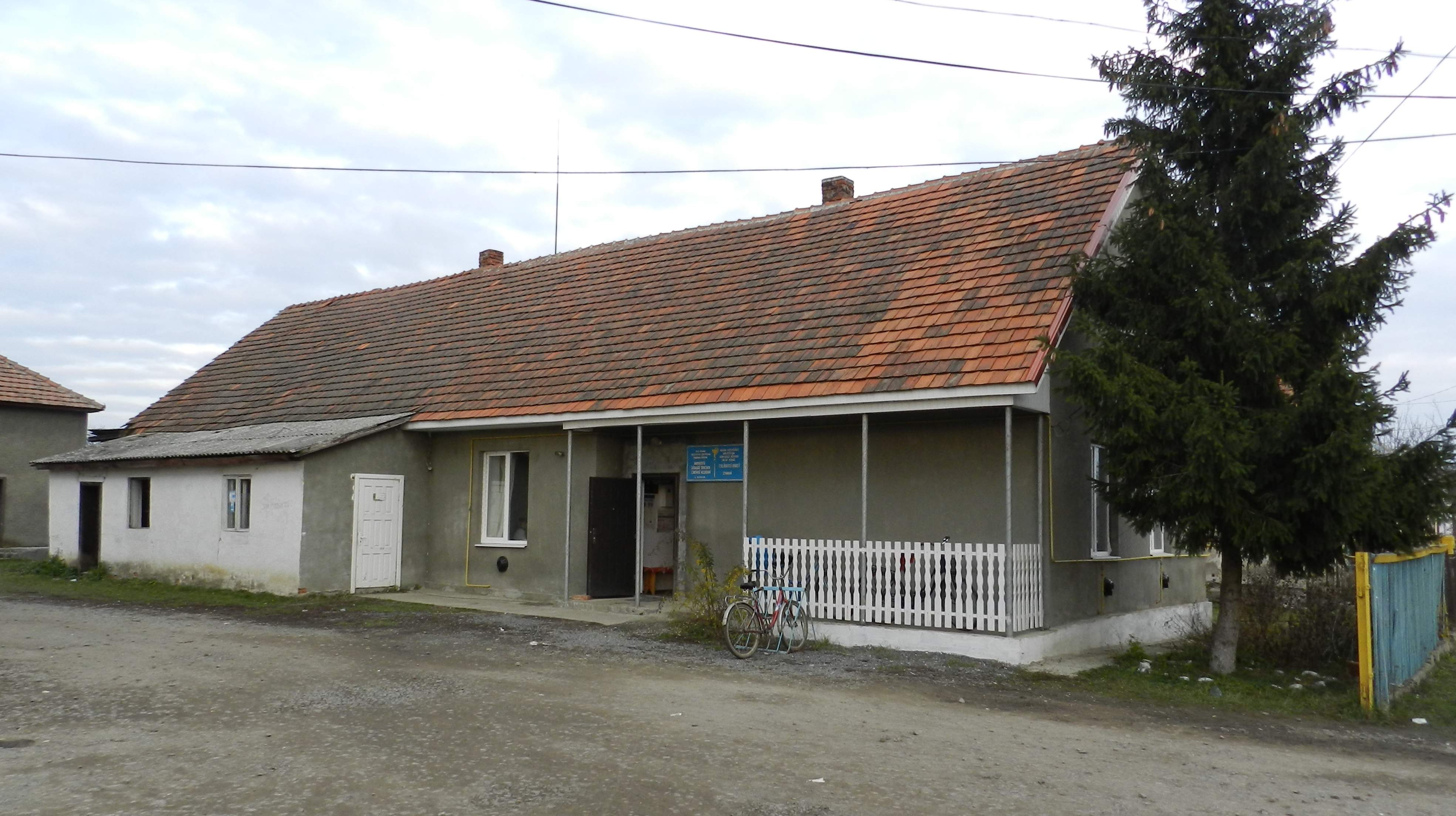
Bývalý domov československých legionářů, nyní venkovská ošetřovna

První písemná zmínka o jedné z osad tohoto shluku vesnic pochází z roku 1282. Po rozpadu Rakousko-Uherska se země Podkarpatské Rusi podle rozhodnutí Pařížské konference, zvané Trianonská smlouva, staly součástí nově vzniklého Československa. Zdejší obce zároveň dostaly impuls k rozvoji, neboť nová vláda, chtějící se na nových pozemcích pevně uchytit, zahájila politiku zvanou „Slavizace maďarského pohraničí“. V jeho rámci začala kolonizace podkarpatských zemí podél hranic s Maďarskem, podél Tisy od rumunských hranic na Slovensko. V důsledku toho vznikla řada osad, které se staly základem několika moderních vesnic. Tyto osady osídlili především Češi (tzv. legionáři), ale i přistěhovalci z chudých horských oblastí regionu. Novodobá Svoboda se stala jedním z největších sídel tohoto typu. Pozemky kolem malých statků byly neobydlené (svobodné), proto se oblasti říkalo „Svoboda“. Na konci 20. let 20. století zde byly založeny osady Velký Bakoš, Malý Bakoš a Nové Baťovo. Československá vláda postavila 71 domů stejného typu s technickými místnostmi – 20 v Malém Bakoši, 30 ve Velkém Bakoši a 21 v Novém Baťovu. Některé z těchto budov zůstaly prakticky nezměněny, jiné byly později přestavěny. K vidění jsou zejména v dnešní Svobodě, v části obce, která se neoficiálně nazývá Nové Baťovo.
Počátkem listopadu 1938 nebyla obec v důsledku první vídeňské arbitráže zahrnuta do nově vzniklé Karpatské Ukrajiny, ale byla obsazena horthyovským Maďarskem. V době okupace se úřady všemožně snažily obec pomaďarizovat. Obyvatelé sem byli přesídleni z jiných vesnic, zejména z Veliké Dobroně a Salovky, školní vyučování probíhalo v maďarštině (od roku 1939) a mužská populace byla odvedena do maďarské armády. Ti, kteří nechtěli sloužit v armádě, nebo z ní dezertovali, byli posláni do koncentračních táborů. 17 obyvatel obce bylo posláno do koncentračních táborů.
Od roku 1945 patřila Sovětskému svazu, resp. Ukrajinské sovětské socialistické republice; nakonec od roku 1991 je součástí samostatné Ukrajiny.